# Déry Gabriella
Déry Gabriella (Budafok, 1933. október 12. – Budapest, 2014. március 10.) Kossuth- és Liszt Ferenc-díjas magyar opera-énekesnő (szoprán) volt.

## Életpályája
Az opera iránti érdeklődését nagyapjától, Déri Jenőtől, az Operaház tenoristájától örökölte. 1953-1958 között a Bartók Béla Zeneművészeti Szakiskolában tanult dr. László Géza és Hoór Tempis Erzsébet növendékeként. 1958-ban az Operaház szerződtette magánénekesként. 1990-ben a társulat örökös tagjává választották. A operaház énekmestereként is tevékenykedett. Szilágyi Erzsébetként debütált Erkel Hunyadi Lászlójában. Pályája kezdetén főként koloratúrszerepeket énekelt, de hamarosan áttért a drámai szoprán szerepkörre, és Takács Paula örökébe lépve az Operaház vezető drámai szopránja lett. Vendégszerepelt Európa és Amerika több országában.
Férjét, Jeszenszky Endre balettművészt 2008-ban veszítette el. Budán, az Orbán-hegyen élt több évtizeden keresztül.

## Főbb szerepei
- Erkel: Hunyadi László - Szilágyi Erzsébet
- Erkel: Bánk bán - Gertrudis
- Goldmark Károly: Sába királynője - Sulamith
- Mascagni: Parasztbecsület - Santuzza
- Mozart: Don Giovanni - Donna Anna
- Mozart: A varázsfuvola - Első hölgy
- Puccini: Tosca - Tosca
- Puccini: Turandot - Turandot
- Richard Strauss: Salomé - Salomé, Herodiás
- Richard Strauss: A rózsalovag - Tábornagyné
- Richard Strauss: Ariadné Naxosban - A primadonna - Ariadné
- Verdi: Nabucco - Abigél
- Verdi: Traviata - Violetta
- Verdi: A trubadúr - Leonora
- Verdi: Az álarcosbál - Amelia
- Verdi: A végzet hatalma - Leonora
- Verdi: Don Carlos - Erzsébet
- Verdi: Aida - Aida
- Verdi: Otello - Desdemona
- Verdi: Falstaff - Alice

## Díjai
- Liszt Ferenc-díj (1967)
- Érdemes művész (1971)
- Kiváló művész (1980)
- A Magyar Állami Operaház örökös tagja (1990)
- A Magyar Köztársasági Érdemrend tisztikeresztje (1994)
- Kossuth-díj (2005)
- A Magyar Állami Operaház Mesterművésze (2005)